# Frank W. Baier
Frank W. Baier (* 1939 in Berlin) ist ein deutscher Astrophysiker und Autor.

## Leben
Nach der Lehre als Elektromonteur im VEB Elektrokohle Berlin-Lichtenberg und Besuch der Arbeiter-und-Bauern-Fakultät studierte Baier Astronomie an der Humboldt-Universität zu Berlin. Danach war er wissenschaftlicher Mitarbeiter und promovierte, zeitweilig war er auch im Astrophysikalischen Observatorium Bjurakan in Armenien unter Wiktor Hambardsumjan tätig. Ende der 1990er Jahre habilitierte er sich mit dem Thema Strukturen von Galaxienhaufen und ihre Bedeutung für die Entwicklung der Haufen und ihrer zentralen dominierenden Galaxien.
2004 ging Baier in den Ruhestand. Er wohnt in Potsdam und engagiert sich politisch für Menschenrechte und nachhaltige Lebensbedingungen.

## Veröffentlichungen
Baier verfasste über 80 wissenschaftliche Publikationen mit den Schwerpunkten „Gruppen von kompakten Galaxien“ und „Essentielle Strukturen in Galaxienhaufen“.